# Autobahnkreuz Köln-Ost
Das Kreuz Köln-Ost (Abkürzung: AK Köln-Ost; Kurzform: Kreuz Köln-Ost) ist ein Autobahnkreuz das die Bundesautobahnen A 3 (Bundesgrenze Elten – Frankfurt am Main – Bundesgrenze Neuhaus am Inn), A 4 (Bundesgrenze Aachen – Jena – Bundesgrenze Görlitz) und die B 55a, die bis zur Zoobrücke als gelbe Autobahn verläuft verbindet. Als das Kreuz 1972 noch nicht existierte, war seine Ortsbezeichnung an das heute südlich benachbarte Autobahndreieck Köln-Heumar vergeben, das damals Autobahndreieck Köln-Ost hieß.

## Geographie
Das Kreuz liegt auf dem Gebiet der Stadt Köln, in der Nähe der Stadtteile Buchheim und Merheim. Es befindet sich etwa 5 km östlich der Kölner Innenstadt und etwa 60 km westlich von Olpe.
Außerdem liegt es auf dem östlichen Abschnitt des Kölner Autobahnrings.
Das Autobahnkreuz trägt auf der A 3 die Nummer 27, auf der A 4 die Nummer 16.

## Geschichte
Entstanden ist das Kreuz Anfang der siebziger Jahre im Rahmen des Anschlusses der Kölner Stadtautobahn an die A 4 in Richtung Olpe. In Nord-Süd-Richtung wurde es zusätzlich für die A 59 ausgelegt, die zwischen dem Heumarer Dreieck und einem geplanten Autobahnkreuz zwischen den Anschlussstellen Leverkusen und Köln-Mülheim parallel zur A 3 führen sollte. Dabei sollten die einzelnen Richtungsfahrbahnen der A 59 außerhalb der A 3 verlaufen. Das zentrale Brückenbauwerk der A 3 sowie die Führung der Verbindungsrampen wurden bereits beim Bau des Knotenpunktes für diese Verkehrsführung ausgelegt. Von diesen Vorleistungen wurde 2007 im Zuge des achtstreifigen Ausbaus der A 3 die Unterführung der A 59 in Fahrtrichtung Leverkusen unter der Tangente Olpe – Oberhausen entfernt, im Juli 2016 wurde die Unterführung der A 59 in Fahrtrichtung Aachen/Frankfurt unter der Tangente Oberhausen – Köln-Zentrum zurückgebaut. Die Unterführungen der zwei anderen Tangenten bestehen jedoch weiterhin, ebenso wie die Brücken über die halbdirekten Rampen von Köln-Zentrum (B 55a) Richtung Oberhausen und Olpe – Aachen/Frankfurt.
Das Autobahnkreuz zerschneidet den Stadtteil Merheim und führt zu einer erheblichen Lärmbelästigung und Minderung der Wohnqualität.

## Bauform
Als eines von wenigen Autobahnkreuzen in Deutschland ist es fast vollständig als eine Variante des Malteserkreuzes ausgelegt. Lediglich die Verbindung von der A 3/A 4 aus Süden zur B 55a führt über einen Rechtsbogen auf das zentrale Brückenbauwerk.

## Ausbauzustand

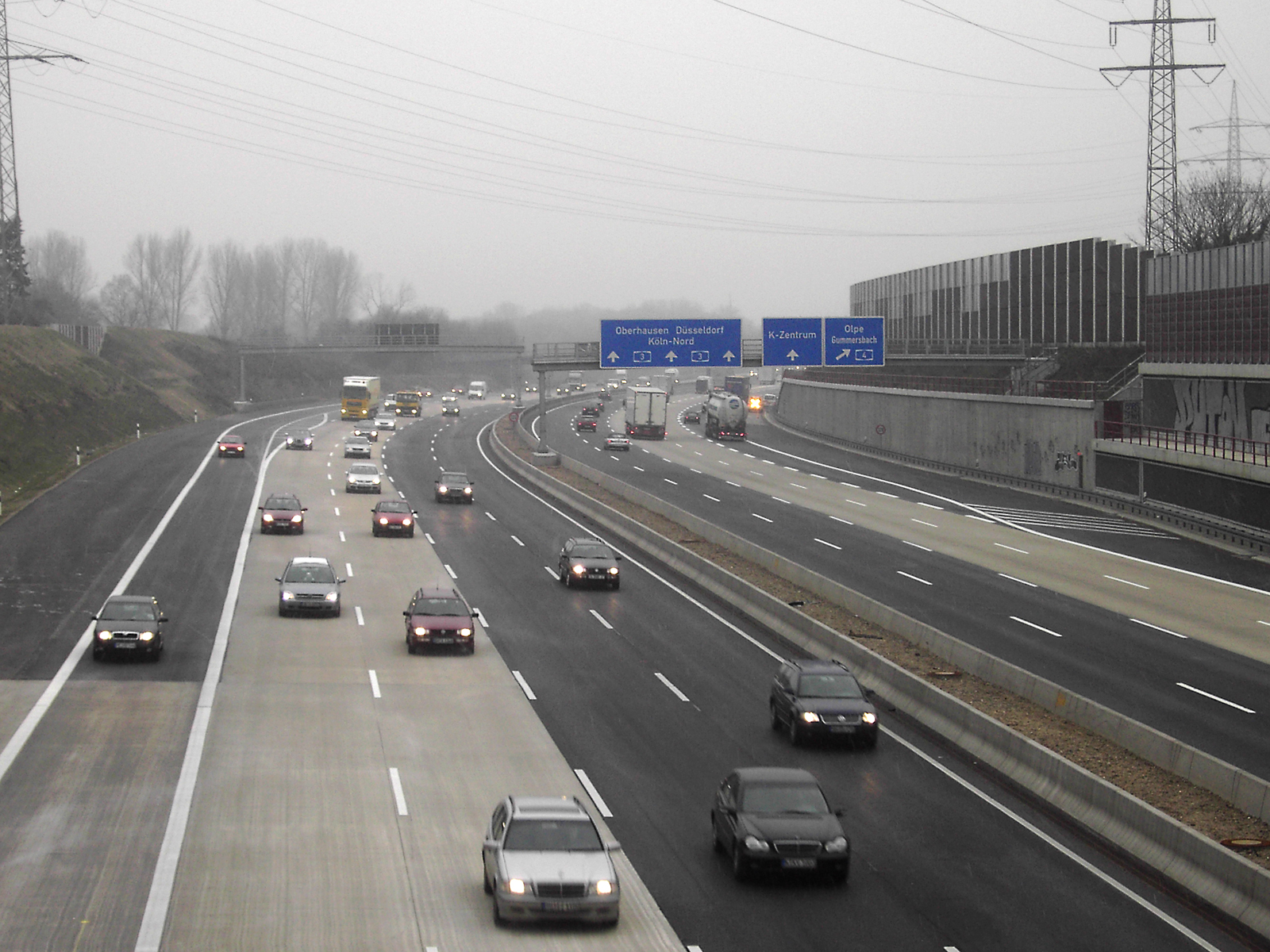
Ausbauabschnitt der A 3 vor dem Kreuz Köln-Ost

Die A 3 ist in nördlicher Richtung bis zum Kreuz Leverkusen achtspurig ausgebaut. Hier hinzu kommen vor dem Kreuz noch die Beschleunigungs- und Verzögerungsspuren, sodass hier insgesamt 12 Fahrstreifen (6 je Richtung) zur Verfügung stehen. Die A 4 in Richtung Olpe ist auf sechs Fahrstreifen ausgebaut. Der Abschnitt bis zum Heumarer Dreieck, auf dem die A3 und die A4 zusammen verlaufen, ist größtenteils achtstreifig, Beschleunigungsspuren mitgerechnet sogar zehnspurig ausgebaut. In westlicher Richtung verläuft die sechsstreifige B 55a als gelbe Autobahn bis über die Zoobrücke, die als Teil der Kölner Stadtautobahn die Fortführung der A 57 werden sollte.
Bis auf die Verbindung Köln-Oberhausen (durchgehend 2 Fahrstreifen) verlaufen alle Rampen einstreifig.

## Besonderheit

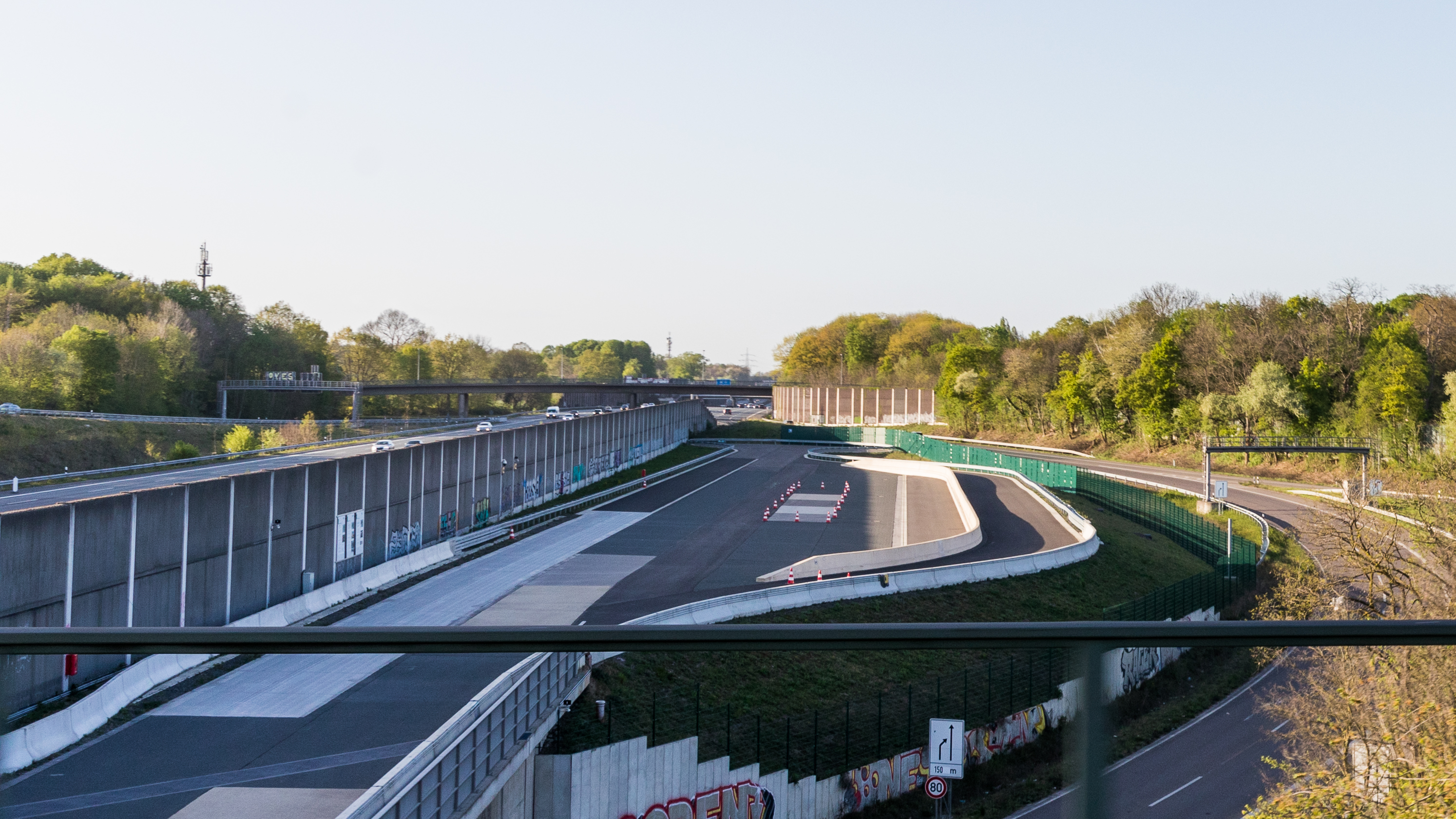
Nördlicher Teil des Testgeländes „duraBASt“ im Autobahnkreuz Köln-Ost

In einem bislang ungenutzten Bereich des Kreuzes Köln-Ost realisierte Straßen.NRW für die Bundesanstalt für Straßenwesen (BASt) ein Forschungsareal. Dort werden neue Entwicklungen im Bereich des Straßenbaus für den Verkehr der Zukunft erprobt. Im Juni 2015 starteten die Bauarbeiten für „duraBASt“, das etwa sieben Millionen Euro teure „Demonstrations-, Untersuchungs- und Referenzareal der Bundesanstalt für Straßenwesen“. Die Eröffnung fand am 18. Oktober 2017 statt; die Kosten beliefen sich auf 13 Millionen Euro.

## Verkehrsaufkommen
Das Kreuz wird täglich von etwa 259.000 Fahrzeugen befahren, der zweithöchste Wert in Deutschland nach dem Frankfurter Kreuz.
| Von                           | Nach                       | Durchschnittliche tägliche Verkehrsstärke | Durchschnittliche tägliche Verkehrsstärke | Durchschnittliche tägliche Verkehrsstärke | Anteil Schwerlastverkehr | Anteil Schwerlastverkehr | Anteil Schwerlastverkehr |
| Von                           | Nach                       | 2005                                      | 2010                                      | 2015                                      | 2005                     | 2010                     | 2015                     |
| ----------------------------- | -------------------------- | ----------------------------------------- | ----------------------------------------- | ----------------------------------------- | ------------------------ | ------------------------ | ------------------------ |
| AS Köln-Dellbrück (A 3)       | AK Köln-Ost                | 165.000                                   | 157.100                                   | 166.700                                   | keine Daten              | 10,1 %                   | 12,4 %                   |
| AK Köln-Ost                   | Heumarer Dreieck (A 3/A 4) | 144.400                                   | 166.100                                   | 171.200                                   | 12,1 %                   | 10,6 %                   | 12,8 %                   |
| AS Frankfurter Straße (B 55a) | AK Köln-Ost                | keine Daten                               | 065.900                                   | 058.300                                   | keine Daten              | 03,2 %                   | 01,7 %                   |
| AK Köln-Ost                   | AS Köln-Merheim (A 4)      | 106.000                                   | 090.900                                   | 122.200                                   | keine Daten              | 07,1 %                   | 06,2 %                   |